# Långören, Lovisa
Långören är en ö i Finland. Den ligger i Finska viken och i kommunen Lovisa i den ekonomiska regionen  Lovisa i landskapet Nyland, i den södra delen av landet. Ön ligger omkring 63 kilometer öster om Helsingfors.
Öns area är 1 hektar och dess största längd är 270 meter i sydväst-nordöstlig riktning.